# Battaglia di Bitlis
Battaglie di Bitlis è il nome dato a una serie di scontri avvenuti nei dintorni della città di Bitlis tra le forze dell'Impero russo e quelle dell'Impero ottomano, tra il luglio del 1915 e l'agosto del 1916, nell'ambito dei più ampi eventi della campagna del Caucaso della prima guerra mondiale.
Il primo scontro avvenne nel luglio 1915, quando i russi lanciarono un attacco contro Bitlis fallendo però la conquista della città fortificata. Il secondo attacco si verificò nel febbraio del 1916 con la vittoria e la conquista della città da parte dei russi; il centro era di importanza vitale per difendere l'Anatolia dagli attacchi dei russi, così gli ottomani contrattaccarono in agosto con nuove truppe sotto il comando del generale Mustafa Kemal, ma furono respinti dai russi.